# Piper thorelii
Piper thorelii är en pepparväxtart som beskrevs av C. Dc.. Piper thorelii ingår i släktet Piper och familjen pepparväxter. Inga underarter finns listade i Catalogue of Life.